# (230975) Rogerfederer
(230975) Rogerfederer est un astéroïde de la ceinture principale.

## Description
(230975) Rogerfederer est un astéroïde de la ceinture principle. Il fut découvert par Michel Ory le 10 janvier 2005 à Vicques. Il présente une orbite caractérisée par un demi-grand axe de 2,75 UA, une excentricité de 0,05 et une inclinaison de 10,01° par rapport à l'écliptique.
Il fut nommé en l'honneur du joueur et champion de tennis suisse Roger Federer (né en 1981).

## Compléments